# Miss Mondo 1977
Miss Mondo 1977, la ventisettesima edizione di Miss Mondo, si è tenuta il 17 novembre 1977, presso il Royal Albert Hall di Londra. Il concorso è stato presentato da Sacha Distel e Ray Moore. Mary Stavin, rappresentante della Svezia è stata incoronata Miss Mondo 1977.

## Risultati

### Piazzamenti
| Risultato       | Concorrente |
| --------------- | --- |
| Miss Mondo 1977 | - Svezia - Mary Ann Catrin Stävin |
| 2ª classificata | - Paesi Bassi - Ineke Berends |
| 3ª classificata | - Germania - Dagmar Gabriele Winkler |
| 4ª classificata | - Brasile - Madalena Sbaraini |
| 5ª classificata | - Stati Uniti - Cindy Darlene Miller |
| Finaliste       | - Australia - Jaye-Leanne Hopewell - Regno Unito - Madeleine Karen Stringer |
| Semifinaliste   | - Austria - Eva-Maria Duringer - Danimarca - Annette Dybdal Simonsen - Finlandia - Asta Seppälä - Francia - Véronique Fagot - Messico - Elizabeth Aguilar González - Perù - Maria Isabel Frias Zavala - Spagna - Guillermina Ruiz Doménech - Svizzera - Danielle Patricia Haberli |

### Riconoscimenti speciali
| Risultato        | Concorrente                           |
| ---------------- | ------------------------------------- |
| Miss Personality | - Paraguay - Maria Elizabeth Giardina |
| Miss Photogenic  | - Germania - Dagmar Gabriele Winkler  |

## Concorrenti
- Argentina - Susana Beatriz Stéfano
- Aruba - Helene Marie Croes
- Australia - Jaye-Leanne Hopewell
- Austria - Eva Maria Düringer
- Bahamas - Laurie Lee Joseph
- Belgio - Claudine Marie Vasseur
- Bermuda - Connie Marie Firth
- Bolivia - Elizabeth Yanone Morón
- Brasile - Madalena Sbaraini
- Canada - Marianne McKeen
- Cile - Annie Marie Garling
- Cipro - Georgia Georgiou
- Colombia - Maria Clara O'Byrne Aycardi
- Corea del Sud - Kim Soon-ae
- Costa Rica - Carmen Maria Nuñez Benavides
- Curaçao - Xiomara Maria Winklaar
- Danimarca - Annette Dybdal Simonsen
- Ecuador - Lucia del Carmen Hernandez Quiñones
- El Salvador - Magaly Varela Rivera
- Finlandia - Asta Seppäla
- Francia - Véronique Fagot
- Germania - Dagmar Gabriele Winkler
- Giappone - Chizuru Shigemura
- Gibilterra - Lourdes Holmes
- Grecia - Lina Ioannou
- Guam - Diane Haun
- Honduras - Maria Marlene Villela
- Hong Kong - Ada Lui Shu-Yang
- Irlanda - Lorraine Bernadette Enriquez
- Islanda - Sigurlaug (Dilly) Halldórsdóttir
- Isola di Man - Helen Jean Shimmin
- Isole Cayman - Patricia Jane Jackson-Patiño
- Israele - Ya'el Hovav
- Jersey - Blodwen Pritchard
- Libano - Vera Alouane
- Lussemburgo - Jeannette Henriette (Jenny) Colling
- Malta - Pauline Lewise Farrugia
- Messico - Elizabeth Aguilar González
- Nicaragua - Beatriz Obregón Lacayo
- Norvegia - Åshild Jenny Ottesen
- Nuova Zelanda - Michelle Jean Hyde
- Paesi Bassi - Ineke Berends
- Panama - Anabelle Vallarino
- Papua Nuova Guinea - Sayah Karukuru
- Paraguay - Maria Elizabeth Giardina
- Perù - Maria Isabel Frias Zavala
- Porto Rico - Didriana (Dee Dee) del Rio
- Regno Unito - Madeleine Karen Stringer
- Rep. Dominicana - Jacqueline Patricia Hernandez
- Samoa - Ana Decima Schmidt
- Spagna - Guillermina Ruiz Domenech
- Sri Lanka - Sharmini Senaratna
- Stati Uniti - Cindy Darlene Miller
- Sudafrica - Vanessa Wannenberg
- Svezia - Mary Ann Catrin Stävin
- Svizzera - Danielle Patricia Haberli
- Tahiti - Therese Amo
- Thailandia - Siriporn Savanglum
- Trinidad e Tobago - Marlene Villafaña
- Turchia - Kamer Bulutote
- Uruguay - Adriana María Umpierre Escudero
- Venezuela - Jackeline van den Branden Oquendo